# Devuan
Devuan – fork dystrybucji Debian, który wystartował w listopadzie 2014. Głównym celem jego powstania było dostarczenie dystrybucji Linuxa bez zainstalowanego domyślnie oprogramowania systemd. Wydanie Debian 8 Jessie spowodowało podział pomiędzy deweloperami i użytkownikami Debiana z powodu wyboru systemd jako domyślnego systemu init.

## Instalacja
Instalacji można dokonać poprzez migrację już zainstalowanej na komputerze wersji Debiana albo dokonując czystej instalacji z pliku ISO.

## Różnice w stosunku do Debiana
Devuan posiada własne repozytorium pakietów, które powiela oprogramowanie dostarczane przez Debian wprowadzając miejscowe modyfikacje w celu usunięcia zależności względem systemd lub zachowania wolności wyboru systemu init. Zmodyfikowane pakiety to między innymi policykit i udisks. Devuan z założenia ma działać bardzo podobnie do odpowiadającego mu wydania Debian. Devuan nie posiada systemd w swoich repozytoriach, ale ciągle utrzymuje libsystemd0 dopóki istnieją względem niego zależności.

## Wersje Devuana

### Gałęzie dystrybucji
Rozwój dystrybucji jest prowadzony analogicznie do rozwoju projektu Debian. Ma to miejsce na czterech gałęziach różniących się poziomem dojrzałości:
- stabilna (ang. stable) – najdojrzalsza, w założeniach twórców do zastosowań produkcyjnych
- testowa (ang. testing) – miejsce rozwoju następnej wersji stabilnej
- niestabilna (ang. unstable) – w założeniach twórców do zastosowań deweloperskich
- eksperymentalna (ang. experimental) – miejsce testowania pakietów zanim trafią do gałęzi deweloperskiej

### Nazwy wersji Devuana
Devuan oznacza swoje wydania używając nazw planet zamiast nazw postaci z Toy Story. Pierwsze stabilne wydanie Devuana współdzieli nazwę Jessie z Debianem 8. Jednakże nazwa Devuana pochodzi od planety 10464. Niezmienną nazwą gałęzi niestabilnej jest Ceres, pochodząca od planety karłowatej.

### Historia wydań
Devuan Alpha 4 dla architektury i386 i amd64 został wydany 1 lutego 2016.
Devuan Jessie Beta został opublikowany 28 kwietnia 2016. Drugie wydanie wersji beta zostało opublikowane w listopadzie 2016 roku.
Pierwsze wydanie kandydujące zostało opublikowane 21 kwietnia a drugie 5 maja 2017 roku.
| Wersja      | Nazwa     | Bazuje na            | Data wydania         | Wsparcie do     |
| ----------- | --------- | -------------------- | -------------------- | --------------- |
| 1.0         | Jessie    | Debian 8 „Jessie”    | 25 maja 2017         | 30 czerwca 2020 |
| 2.0         | ASCII     | Debian 9 „Stretch”   | 9 czerwca 2018       | 1 lipca 2022    |
| 3.0         | Beowulf   | Debian 10 „Buster”   | 3 czerwca 2020       | 30 czerwca 2024 |
| 4.0         | Chimaera  | Debian 11 „Bullseye” | 14 października 2021 | b.d.            |
| 5.0         | Daedalus  | Debian 12 „Bookworm” | 15 sierpnia 2023     | b.d.            |
| 6.0         | Excalibur | Debian 13 „Trixie”   | b.d.                 | b.d.            |
| 7.0         | Freia     | Debian 14 „Forky”    | b.d.                 | b.d.            |
| niestabilna | Ceres     | Debian „Sid”         | eksperymentalna      | eksperymentalna |

| Legenda:                   | Legenda:           | Legenda:           | Legenda:          | Legenda:         |
| -------------------------- | ------------------ | ------------------ | ----------------- | ---------------- |
| Przestarzała; niewspierana | Starsza; wspierana | Aktualna; stabilna | Aktualna; testowa | wersja planowana |

Źródło tabeli: